# Georg Matt
Georg Matt (* 12. März 1861 in Rankweil; † 20. Juli 1938 in Bregenz) war ein österreichischer Bildhauer.

## Leben

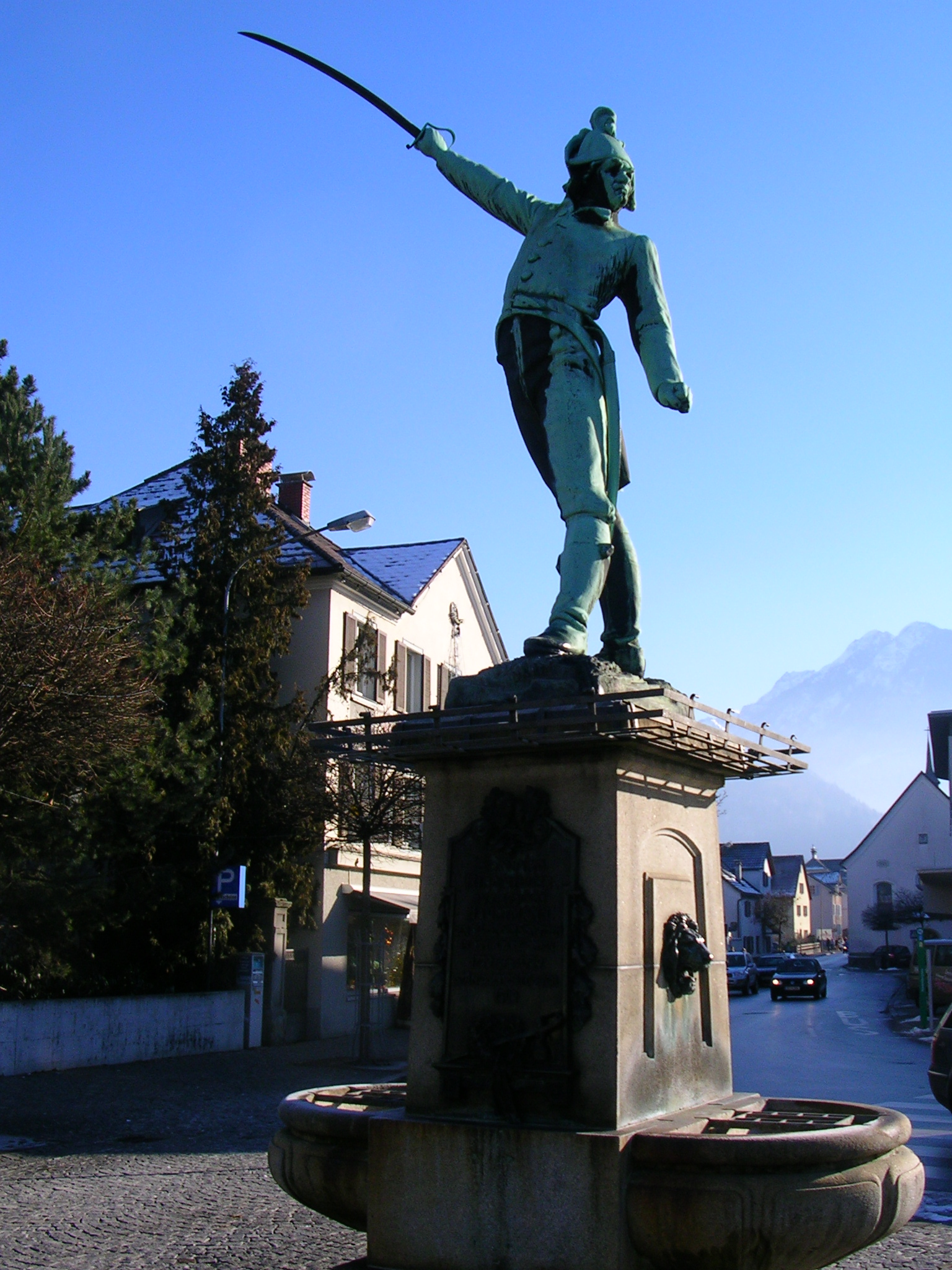
Riedmiller-Denkmal in Bludenz

Georg Matt erhielt seine Ausbildung von seinem Vater, dem Bildhauer Johann Matt, und arbeitete bis 1879 in dessen Werkstatt. Anschließend arbeitete er selbstständig in Rankweil, von 1884 bis 1892 studierte er an der k. k. Akademie der Bildenden Künste in Wien bei Edmund von Hellmer und Caspar von Zumbusch und erhielt 1888 die Goldene Füger-Medaille für die Lösung der Aufgabe Jesus erweckt die Tochter des Jairus zum Leben. Von 1892 bis 1894 war er als freischaffender Bildhauer in Wien tätig, anschließend in der Bildhauerwerkstätte von Fritz Schaper in Berlin. 1895 ließ er sich in Bregenz nieder, wo er bis zu seinem Tod lebte und arbeitete. Insbesondere in den zwei Jahrzehnten vor dem Ersten Weltkrieg war er ein gefragter Bildhauer, der Figuren für Denkmäler, Kriegerdenkmäler und Grabmäler, aber auch skulpturale Elemente für Gebäude schuf.

## Werke
- Madonna mit Kind, Hasslwanter’sche Familiengrabstätte, Westfriedhof, Innsbruck, um 1890[3]
- Kniender betender Engel, Hartmann’sche Familiengrabstätte, Friedhof Hard, 1896[4]
- Grabdenkmal Wintsch, protestantischer Friedhof Feldkirch, 1897[5]
- Riedmiller-Denkmal, Bludenz, 1905
- Galvanoplastischer Engel, Württembergische Metallwarenfabrik Geislingen (WMF), Grabmal Friedrich Isterling, Friedhof Ohlsdorf, Hamburg, 1906/1908
- Galvanoplastische Trauernde, Württembergische Metallwarenfabrik Geislingen (WMF), Grabmal StechmannChristlieb, Friedhof Ohlsdorf, Hamburg, 1907
- Anton-Schneider-Denkmal, Bregenz, 1910
- Kriegerdenkmal Andelsbuch, 1929